# Astragalus annularis
Astragalus annularis é uma espécie de planta com flor da família das leguminosas, conhecida em árabe pelo nome comum de hurbuth ( حُربُث ). É indígena entre a Argélia e o Irã .